# Різницький провулок (Одеса)
Різницький провулок — вулиця у Приморському районі Одеси (недалеко від ринку «Привоз»). Прямує від Пантелеймонівської вулиці до вулиці Малої Арнаутської, утворюючи перехрестя з Старорізничою вулицею.

## Історія
Близькість до ринку зумовила торгівельно-допоміжний характер вулиці.
Назва провулок отримав по так званим «різницям» — місце, де забивалася виключно невелика для реалізації худоба та птиця.
До 2016 року — Колгоспний провулок.

## Пам'ятки
- Церква в ім'я Покрова Пресвятої Богородиці.[2][3]